# بازآرایی ۳،۲-ویتیگ
بازآرایی ۳٬۲-ویتیگ تبدیل یک اتر آلیلی به الکل هموآلیلی از طریق یک واکنش هماهنگ با پری‌سیکلیک است. از آنجا که واکنش‌های پری‌سیکلیک هماهنگ انجام می‌شوند، درجه بالایی از فضاگزینی را از خود نشان می‌دهند و می‌توان در یک مسیر سنتزی برای ایجاد شیمی فضایی مشخص استفاده گردند. بازآرایی ویتیگ به شرایط بازی قوی نیازمند است، چون تشکیل یک حدواسط کربانیونی برای انجام واکنش ضروری است. بازآرایی ۲٬۱-ویتیگ یک فرایند رقابتی است.